# James Wolfe

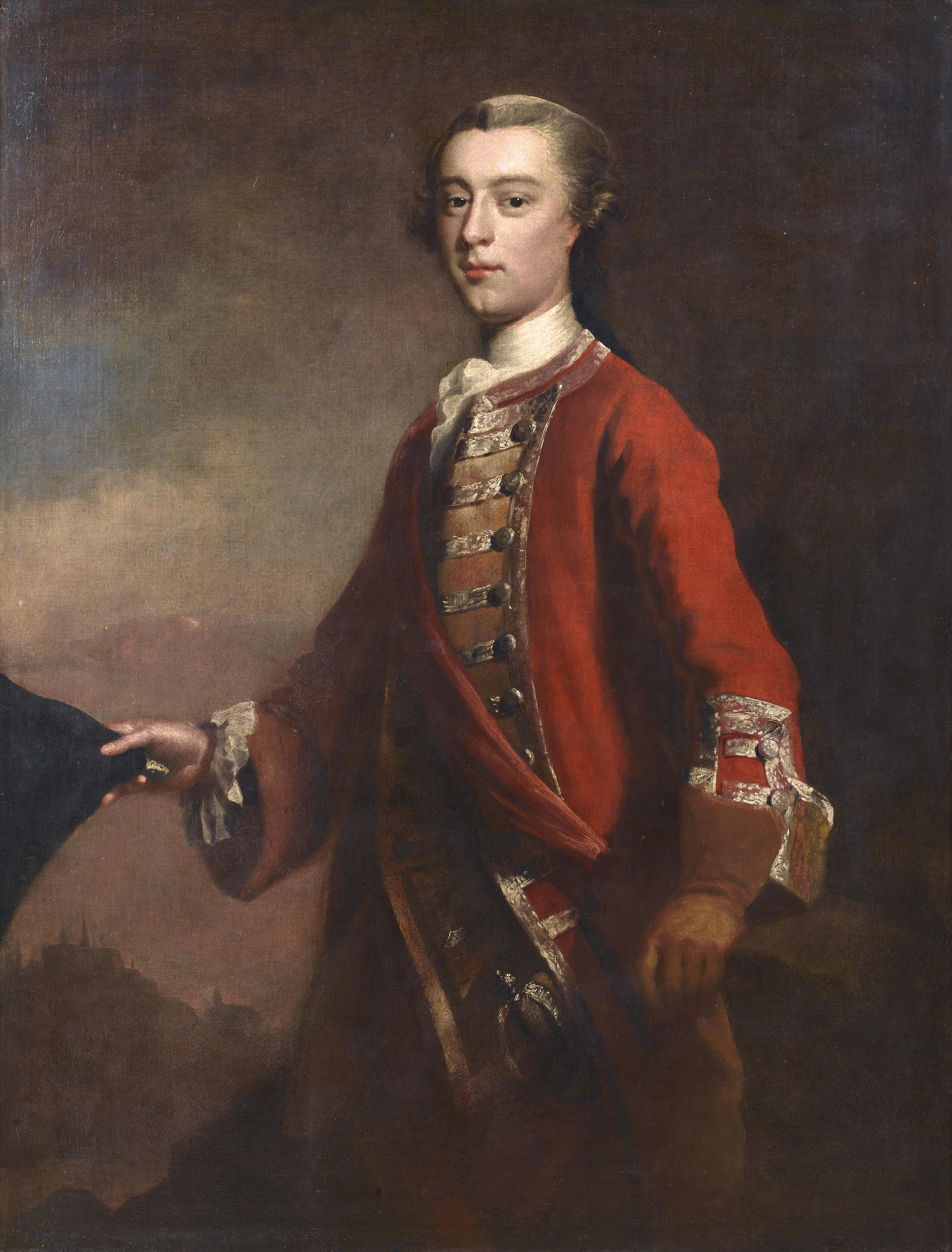
Generaal-majoor James Wolfe
(door Joseph Highmore)

James Wolfe (Westerham, 2 januari 1727 - Quebec 13 september 1759) was officier in het Britse leger. Tijdens de Oostenrijkse Successieoorlog was hij gelegerd in Gent en nam hij deel aan de Slag bij Dettingen en de Slag bij Lafelt. Tussentijds was hij betrokken bij het neerslaan van de Jakobitische opstand van 1745 in Schotland. Het meest bekend is hij als overwinnaar van de Slag om Quebec, die beslissend was in de Britse verovering van Nieuw-Frankrijk. Bij deze slag kwamen zowel Wolfe als de Franse bevelhebber Montcalm om het leven. Wolfe werd begraven in de kerk St Alfege in Greenwich.